# Arctotis setosa
Arctotis setosa là một loài thực vật có hoa trong họ Cúc. Loài này được K.Lewin mô tả khoa học đầu tiên năm 1922.